# Obrigação de serviço público
No contexto legal da União Europeia, uma obrigação de serviço público significa uma obrigação imposta à organização pela legislação ou contrato para fornecer um serviço de interesse público no âmbito dos territórios da União Europeia. As obrigações de serviço público podem ocorrer em qualquer campo do serviço público, tais como correios, serviços sociais, energia, transportes e serviços bancários são identificados como sectores específicos onde o conceito é relevante.

## Leis dos Transportes

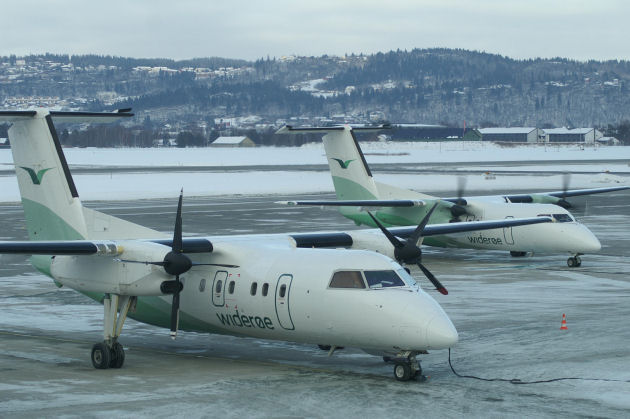
Duas aeronaves DHC Dash-8-100 da companhia aérea norueguesa Widerøe, no Aeroporto de Trondheim, Værnes. Grande parte da receita que a Widerøe faz vem de rotas de obrigação de serviço público no Norte e Oeste da Noruega.

No contexto das leis dos transportes da UE, uma obrigação de serviço público é um acordo em que um órgão governamental ou outra entidade oferece um leilão para subsídios, assim, permitindo a empresa vencedora ter monopólio para operar um determinado serviço de transporte público por um período específico de tempo. Este acordo é feito em casos onde não há receita suficiente  para as rotas serem rentavéis num mercado livre, mas onde é socialmente desejável a disponibilidade de transporte. A utilização da obrigação de serviço público pode ser aplicada a muitos meios de transporte, incluindo aéreos, marítimos, rodoviário ou ferroviário. Em muitos casos, a introdução das obrigações de serviço público tem sido uma forma de privatizar transportes anteriormente ditos pelo governo. A infra-estrutura é muitas vezes separada da operação, e podem ser possuídas pelo órgão de gestão ou por terceiros. A autoridade poderá, também, manter a propriedade dos veículos, tais como balsas ou material circulante.
Tradicionalmente, o transporte público tem sido operado por empresas integralmente detidas pelo Estado, como por exemplo empresas nacionais de ferrovias, tendo este o monopólio do sector. Alternativamente, têm sido dados privilégios às empresas privadas (com ou sem subsídios) garantindo-lhes a concessão de um monopólio. Recentemente, em muitos mercados onde os transportes estão desregulamentados, especialmente na Europa, os governos têm pagado o menor lance ao operador que oferece o menor preço.

### Especificações
A autoridade responsável pela emissão do leilão pode ser um ministério dos transportes, condado, província, estado, município ou de outra entidade regional ou local, ou pode ser uma autoridade de trânsito ou outro ad hoc, organização responsável pela regulamentação dos transportes em determinada área. 
O leiloeiro irá especificar um número de termos de serviço, tais como frequência, tamanho do veículo, tempo de serviço, valor máximo permitido de preço a pagar por bilhete e/ou outras características relacionadas com a qualidade e serviço. O leiloeiro pode especificar um contrato líquido ou bruto. Neste último caso, o licitador/operador oferece todos os custos operacionais, e toda a receita vai para a autoridade responsável; com contratos líquidos, a empresa licitadora receberá todas as receitas e oferecerá apenas a diferença necessária entre a receita da tarifa e a receita necessária para obter o lucro desejado. O uso de contratos brutos reduz o risco do licitador, uma vez que eles não precisam estimar o número de passageiros e normalmente farão ofertas mais baixas, uma vez que há um prémio de risco menor em cada oferta. Esta opção também facilita a criação de transferências gratuitas entre operadores e modos de transporte.
Os contratos líquidos são comumente usados para dar aos operadores um incentivo para aumentar o número de passageiros, onde haveria altos custos administrativos com a autoridade que administra as tarifas, ou onde o leiloeiro deseja reduzir o seu próprio risco. Os contratos de transportes públicos urbanos são comumente feitos com contratos brutos, enquanto que as linhas aéreas e as rotas de balsas são tipicamente operadas em regime de contratos líquidos.
Os usos típicos das obrigações de serviço público incluem serviços de companhias aéreas regionais, como por exemplo, no Norte da Noruega ou na Irlanda, onde as companhias aéreas servem regiões escassamente povoadas e que não é rentável para as operadoras sem os subsídios estatais. Os serviços ferroviários podem não ser lucrativos, mesmo nas principais rotas, e os subsídios do governo às vezes são oferecidos por obrigação de serviço público em rotas não lucrativas, por exemplo, na Alemanha. A maioria das cidades subsidia os seus transportes públicos e em locais onde o transporte é fornecido por empresas privadas, que podem ser concedidas através de obrigações de serviço público. Outras obrigações de serviço público comuns são as balsas, como as rotas para Gotland, na Suécia, ou balsas para carros na rede rodoviária da Noruega. Recentemente, as rotas de balsas que servem as ilhas periféricas em Hong Kong também são subsidiadas, como resultado do aumento do preço do petróleo e, portanto, dos custos das operações.

### União Europeia

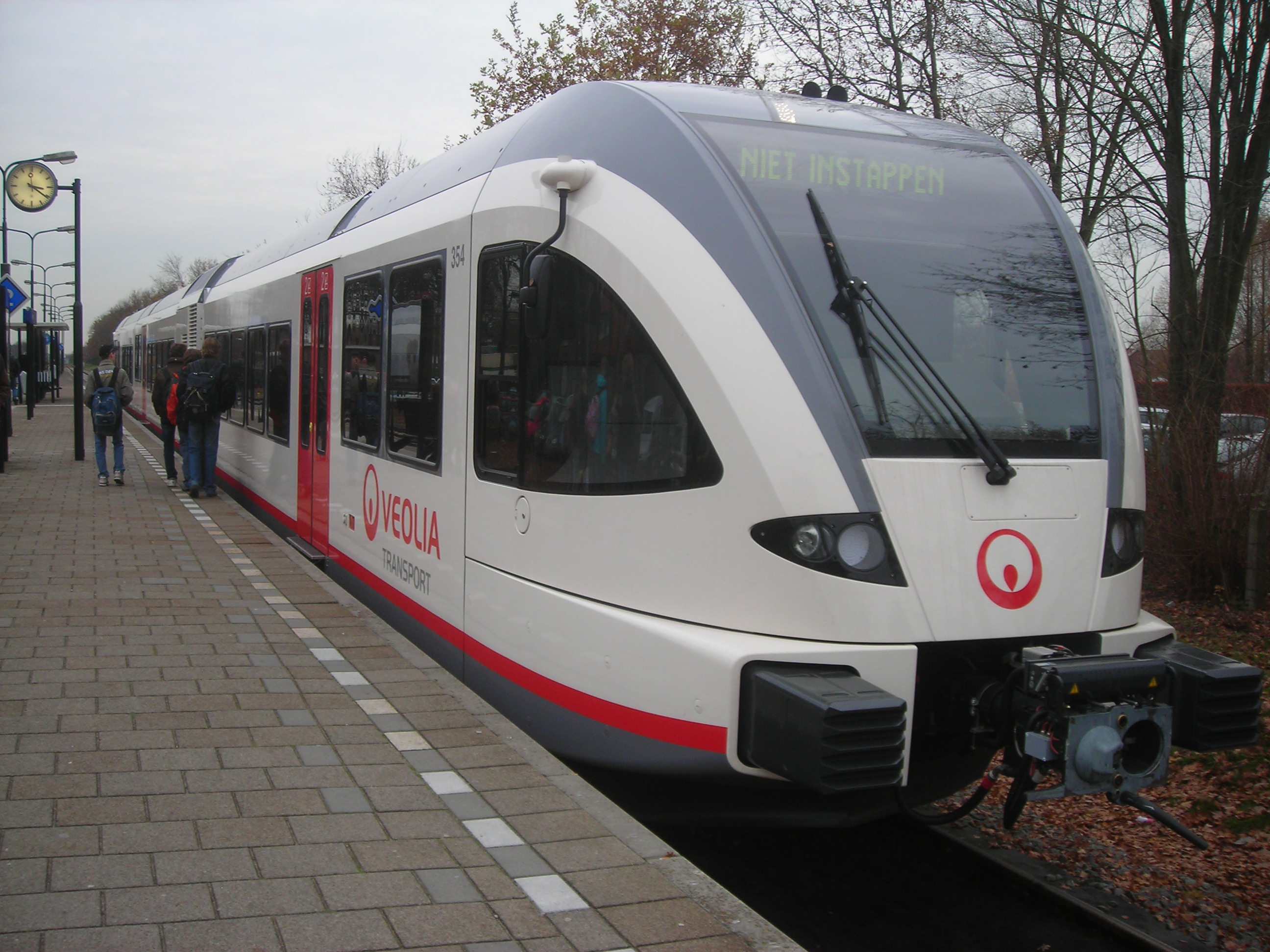
Um comboio da empresa Veolia, na Holanda. A Veolia expandiu-se rapidamente com base na conquista de muitos contratos de obrigações de serviço público para serviços de autocarro e comboios na Europa.

Na União Europeia, as rotas de obrigação de serviço público são regidas pelo Regulamento (CE) N.º 1008/2008 do Conselho de Regulamento (CEE) 3577/92. As obrigações de serviço público devem ser licitadas no Jornal Oficial da União Europeia e estar abertos a qualquer operador de transporte registado num Estado-membro da UE. HHá limitações no número de passageiros que podem ser transportados, onde a rota pode permanecer elegível para obrigação de serviço público. O licitante vencedor geralmente recebe o monopólio da rota, mas pode ter que estar em conformidade com uma ou mais condições de serviço, como o tipo e tamanho do veículo, o horário dos serviços, a tarifa máxima paga por uma parte ou por todos os assentos oferecidos, adesão a um sistema comum de reservas, qualidade de serviço medida por uma percentagem máxima de serviços cancelados, etc.
Exemplos de obrigações de serviço público aéreos actualmente em operação na Europa são: rotas de Dublin a Kerry e Donegal; rotas entre a Grécia continental e as ilhas gregas; rotas da Itália continental para as ilhas da Sardenha e Elba; rotas entre a França continental e a ilha da Córsega; rotas dentro da Suécia e da Finlândia, e rotas para as Terras Altas e Ilhas da Escócia.
Rotas internacionais geralmente não são subsidiadas pela obrigação de serviço público. Isto é devido a um princípio político de que as pessoas deveriam pagar por viagens internacionais elas mesmas, não através de dinheiro dos impostos. Isso é especialmente evidente na Escandinávia, onde há muito pouco tráfego aéreo internacional entre cidades que não as capitais, onde as conexões são comercialmente lucrativas.
O termo também é usado sobre a geração de eletricidade, tais como a energia eólica e a biomassa.

### Estados Unidos da América
O Serviço Aéreo Essencial é um programa do governo dos EUA promulgado para garantir que pequenas comunidades nos Estados Unidos, que antes da desregulamentação eram atendidas por companhias aéreas certificadas, mantivessem o serviço comercial. O seu objectivo é manter um nível mínimo de serviço aéreo regular para essas comunidades que, de outra forma, não seriam lucrativas. Isso ocorreu em resposta à Lei de Desregulamentação de Companhias Aéreas, aprovada em 1978, que deu às companhias aéreas dos EUA quase total liberdade para determinar quais mercados atender no país e quais tarifas cobrar por esse serviço.

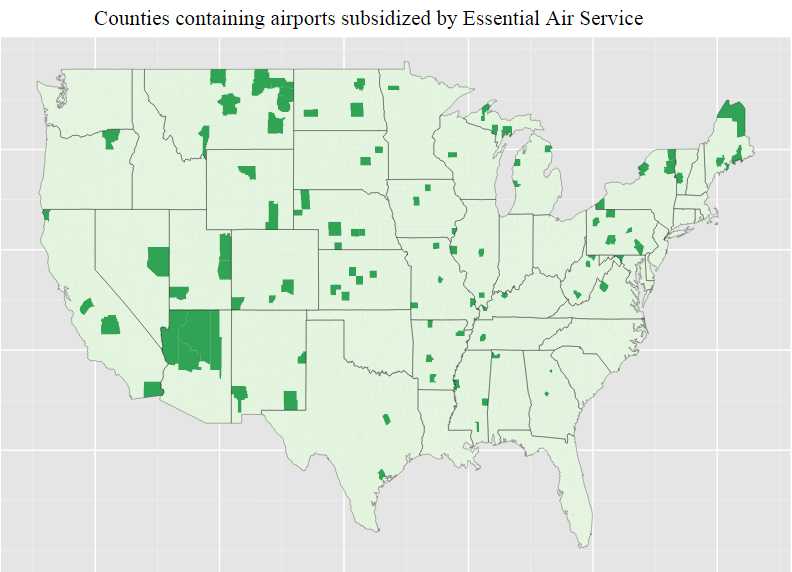
Áreas nos Estados Unidos continental servidas pelo programa Serviço Aéreo Essencial.

O Departamento dos Transportes dos Estados Unidos (DOT) subsidia companhias aéreas para atender comunidades rurais em todo o país que, de outra forma, não receberiam qualquer serviço aéreo regular. A partir de 1 de Novembro de 2013, o Serviço Aéreo Essencial subsidiou 160 comunidades, das quais 43 foram no Alasca, cujas diretcrizes para o serviço são separadas e distintas do resto do país. A decisão sobre o nível de serviço subsidiado que uma comunidade exige é feita com base na identificação de um hub específico para a comunidade e a partir daí, determinar o número de viagens, assentos e tipo de aeronave necessários para alcançar esse hub.